# Notarassessor
Notarassessor ist die Berufsbezeichnung für Anwärter auf das Amt des hauptberuflichen Notars. 
Der Notarassessor steht während des Anwärterdienstes in einem öffentlich-rechtlichen, beamtenähnlichen Dienstverhältnis. Der Anwärterdienst soll in der Regel mindestens drei Jahre dauern. Nicht selten dauert der Anwärterdienst jedoch wesentlich länger. Während dieser Zeit wird der Aspirant auf das Amt des hauptberuflichen Notars vorbereitet, was durch die zeitweilige Überweisung an Ausbildungsnotare, die Übernahme von Notarvertretungen und die Teilnahme an speziellen Fortbildungsveranstaltungen geschieht. Während dieser Zeit kann der Notarassessor auch zum Notariatsverwalter bestellt werden, was er nicht ablehnen darf (vgl. § 56 Abs. 6 Satz 2 BNotO).
Die Ernennung zum Notarassessor erfolgt durch die Landesjustizverwaltung in Zusammenarbeit mit der Notarkammer des jeweiligen Bundeslandes. Es werden nur so viele Bewerber ernannt, wie später voraussichtlich Notarstellen zu besetzen sind. Neben der persönlichen Eignung der Bewerber ist fachliche Qualifikation, die durch juristische Staatsexamina mit besonders herausragenden Ergebnissen nachzuweisen ist, erforderlich.